# Castillo de Kimbolton

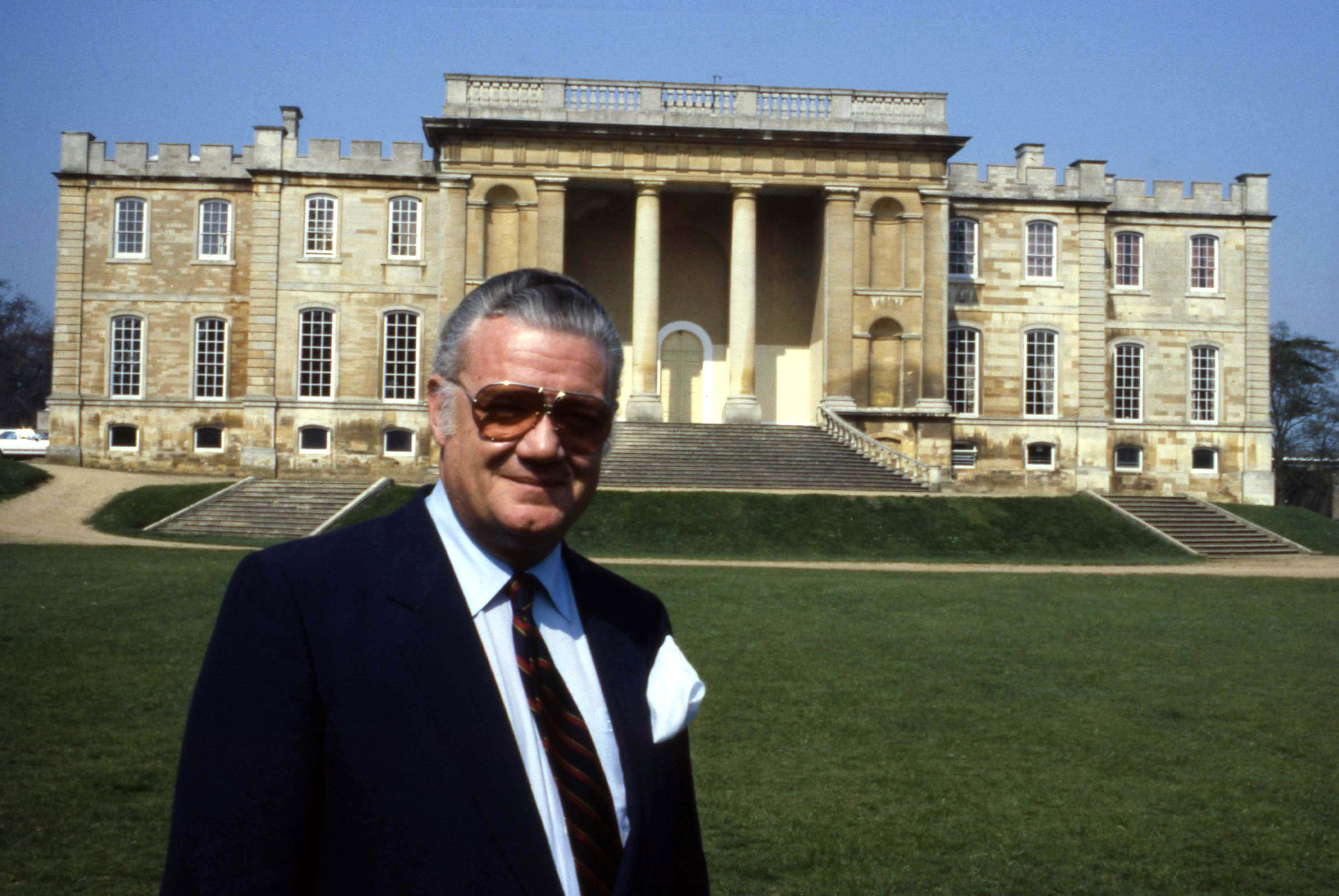
El XII duque de Mánchester en el castillo Kimbolton.

El castillo de Kimbolton, situado en la localidad de Kimbolton en el condado inglés de Cambridgeshire, ha pasado a la historia por ser la morada final (y prisión) de Catalina de Aragón, esposa del rey Enrique VIII de Inglaterra. En la actualidad el edificio está ocupado por un centro escolar (Kimbolton School), que lo adquirió en 1950.

## Historia

### Época normanda
En la época normanda se construyó en Kimbolton, aunque en diferente emplazamiento, un castillo de madera. Más tarde, el rey Juan I de Inglaterra, concedió a Geoffrey Fitzpiers, conde de Essex, permiso para tener un mercado y una feria en Kimbolton, se construyó un mercado que incluía la iglesia actual y un nuevo castillo. No quedan restos de esta construcción (parecida a una casa de campo fortificada) aunque se sabe que fue construida en el mismo lugar que el castillo actual.

### Periodo de los Tudor
El castillo tuvo varios propietarios hasta que, en los años 1520, pasó a ser propiedad de la familia Wingfield. El castillo medieval fue reconstruido en estilo Tudor; algunas partes de esa construcción aún siguen en pie. Catalina de Aragón fue enviada al castillo en abril de 1534 al rechazar la anulación de su matrimonio con el rey. El clima de la zona afectó a su salud y murió en el castillo en enero de 1536. Su cuerpo fue llevado en procesión hasta la abadía de Peterborough (hoy, Catedral de Peterborough).

### Condes y duques de Mánchester

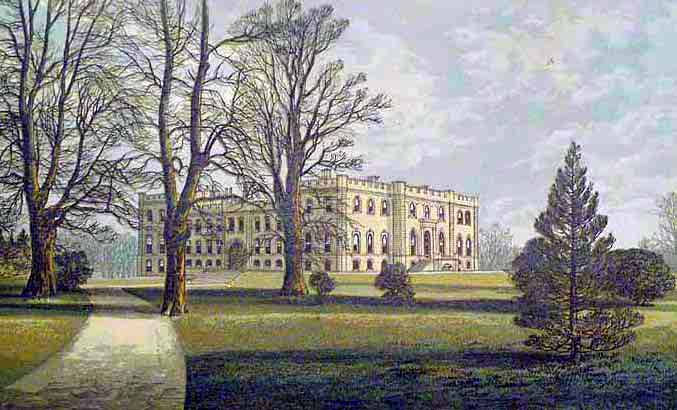
El castillo de Kimbolton en una pintura de 1880.

El castillo fue adquirido por Sir Henry Montagu, quien más tarde se convirtió en conde de Mánchester, en 1615. Sus descendientes fueron los propietarios del castillo durante 335 años y fue vendido en 1950.
Charles Edward Montagu, cuarto conde y primer duque de Mánchester, llevó a cabo numerosas obras de reconstrucción entre 1690 y 1720. Sir John Vanbrugh y su ayudante, Nicholas Hawksmoor rediseñaron las fachadas del castillo en un estilo clásico pero con almenas que evocan su historia como castillo. El pintor veneciano Giovanni Antonio Pellegrini redecoró algunas de las habitaciones en 1708, incluyendo la escalera principal y la capilla. Se encargaron muebles ricamente decorados, inspirados en el estilo de Luis XIV a diversos artesanos que trabajaban en Londres.
Otro de los duques, Robert Adam, realizó planes para construir diversos edificios en el jardín así como una nueva puerta para el castillo. Solo se construyó la puerta alrededor de 1764. Se añadieron establos, y en el siglo XIX se plantaron sequoias gigantes en una avenida.
La Royal Army Medical Corps utilizó el castillo durante la Segunda Guerra Mundial. En 1950 la mansión fue adquirida por la Kimbolton School. Los muebles se vendieron y algunos forman parte de la colección nacional.